# Rugby Calvisano 2015-2016

## Eccellenza 2015-16

### Stagione regolare
| Incontro               | Andata | Ritorno |
| ---------------------- | ------ | ------- |
| Lyons — Calvisano      | 13-26  | 13-19   |
| Calvisano — San Donà   | 41-20  | 38-20   |
| Petrarca — Calvisano   | 12-11  | 13-18   |
| Calvisano — Viadana    | 36-12  | 17-14   |
| S.S. Lazio — Calvisano | 11-14  | 7-40    |
| Calvisano — L’Aquila   | 61-3   | 54-7    |
| Mogliano — Calvisano   | 14-24  | 5-23    |
| Calvisano — Rovigo     | 15-9   | 10-32   |
| Fiamme Oro — Calvisano | 13-20  | 12-21   |

#### Risultati della stagione regolare
| Posizione | G  | V  | N | P | PF  | PS  | DP   | B | Pt |
| --------- | -- | -- | - | - | --- | --- | ---- | - | -- |
| 2ª        | 18 | 16 | 0 | 2 | 488 | 230 | +258 | 8 | 72 |

### Fase finale
| Turno | Incontro             | Andata | Ritorno |
| ----- | -------------------- | ------ | ------- |
| SF    | Petrarca — Calvisano | 3-11   | 7-33    |
| F     | Rovigo — Calvisano   | 20-13  | 20-13   |

## European Rugby Challenge Cup 2015-16

### Prima fase
| Incontro                  | Andata | Ritorno |
| ------------------------- | ------ | ------- |
| Calvisano — Cardiff Rugby | 9-50   | 6-74    |
| Montpellier — Calvisano   | 64-0   | 47-7    |
| Calvisano — Harlequins    | 10-50  | 7-59    |

#### Risultati della prima fase
| Posizione | G | V | N | P | PF | PS  | DP   | B | Pt |
| --------- | - | - | - | - | -- | --- | ---- | - | -- |
| 4ª        | 6 | 0 | 0 | 6 | 39 | 344 | -305 | 0 | 0  |

## Verdetti
- Calvisano qualificato alla European Continental Shield 2016-17.